# Abderezak Suleman
Abderezak Suleman (30 novembre 2003) è un mezzofondista eritreo.

## Palmarès
| Anno | Manifestazione     | Sede     | Evento         | Risultato | Prestazione | Note                          |
| ---- | ------------------ | -------- | -------------- | --------- | ----------- | ----------------------------- |
| 2021 | Mondiali juniores  | Nairobi  | 1500 m piani   | 6º        | 3'42"53     |                               |
| 2023 | Mondiali su strada | Riga     | 5 km           | 31º       | 14'07"      | Miglior prestazione personale |
| 2024 | Mondiali di cross  | Belgrado | Corsa seniores | 15º       | 28'56"      |                               |
| 2024 | Mondiali di cross  | Belgrado | A squadre      | 6º        | 113 p.      |                               |

## Campionati nazionali
2020
- Argento ai campionati eritrei, 1500 m piani - 3'46"6
- Bronzo ai campionati eritrei, 800 m piani - 1'50"11

2021
- Oro ai campionati eritrei, 1500 m piani - 3'46"80
- Oro ai campionati eritrei, 800 m piani - 1'47"35
- Oro ai campionati eritrei juniores, 1500 m piani - 3'59"71
- Oro ai campionati eritrei juniores, 800 m piani - 1'49"75

2022
- Oro ai campionati eritrei, 1500 m piani - 3'43"2
- Oro ai campionati eritrei, 800 m piani - 1'48"12
- Argento ai campionati eritrei juniores, 1500 m piani - 3'49"6
- Oro ai campionati eritrei juniores, 800 m piani - 1'48"25

## Altre competizioni internazionali
2022
- Bronzo alla Flanders Cup AVLO ( Lovanio), 800 m piani - 1'46"56

2025
- 9º alla CrossCup de Hannut ( Hannut) - 28'01"
- 37º alla 10K Valencia Ibercaja ( Valencia) - 28'15"